# Наука та прогрес транспорту
«Наука та прогрес транспорту. Вісник Дніпропетровського національного університету залізничного транспорту імені академіка В. Лазаряна» (Science and Transport Progress) - український науковий журнал, що має за мету висвітлення актуальних питань наукового супроводження транспорту, рухомого складу, транспортної інфраструктури, інформаційних й інтелектуальних систем на транспорті та оприлюднення результатів фундаментальних і прикладних досліджень, сучасних наукових підходів до розробки технологій, аналізу управлінських, економічних й екологічних аспектів роботи підприємств транспорту та транспортного будівництва.

Місія журналу – сприяння глобальному обміну знаннями та забезпечення форуму для спілкування й взаємодії науковців світу із питань проблематики видання.

## Засновник і видавець
Засновником і видавцем журналу є  Дніпровський національний університет залізничного транспорту імені академіка В. Лазаряна. Свідоцтво суб’єкта видавничої справи ДК № 1315 від 31.03.2003 р. 

ISSN 2307-3489 (Print), ISSN 2307-6666 (Online).

## Редакційна рада
ГОЛОВА РЕДАКЦІЙНОЇ РАДИ УНІВЕРСИТЕТУ

Пшінько Олександр Миколайович, доктор технічних наук

ГОЛОВНИЙ РЕДАКТОР ЖУРНАЛУ

Пічугов Сергій Олексійович доктор технічних наук

ЗАСТУПНИК ГОЛОВНОГО РЕДАКТОРА

Козаченко Дмитро Миколайович, доктор технічних наук

ВІДПОВІДАЛЬНИЙ СЕКРЕТАР

Колесникова Тетяна Олександрівна, кандидат наук із соціальних комунікацій

У складі редакційної колегії журналу – академіки, доктори та кандидати наук із Литви, Німеччини, Польщі, Росії, США, України, Чехії, які забезпечують якісне наукове подання авторських матеріалів із результатами наукових досліджень, експериментів та винаходів. 

## Історія журналу
Видання публікується з 1936 р.:
1936–1993 рр. – «Труды Днепропетровского института инженеров железнодорожного транспорта»;
1993–2002 рр.– «Збірник наукових праць Дніпропетровського державного технічного університету залізничного транспорту» (за серіями);
2003–2012 рр. – «Вісник Дніпропетровського національного університету залізничного транспорту імені академіка В. Лазаряна»;
з 2013 р.– «Наука та прогрес транспорту. Вісник Дніпропетровського національного університету залізничного транспорту імені академіка В. Лазаряна»;
в 2013 р., 2014 р. журнал отримав Сертифікати якості наукових публікацій МОН України.

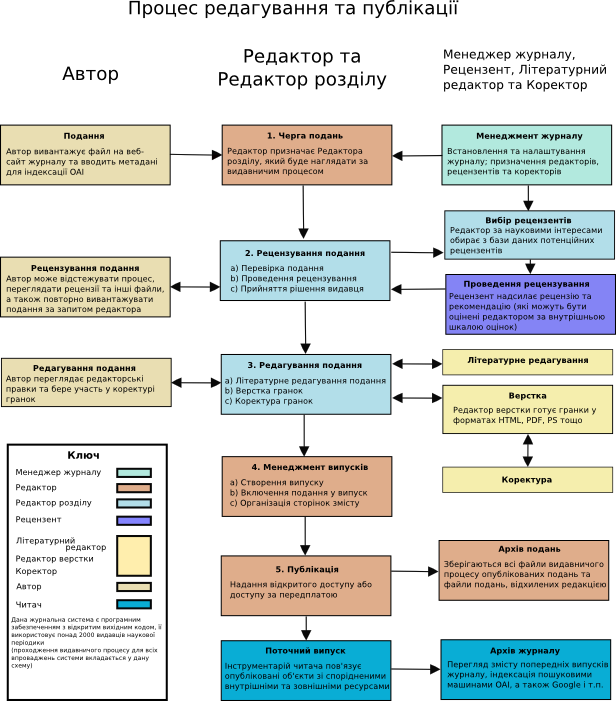

Наукометричні показники журналу: 
- Index Copernicus (Польща) - ICV 2019:99.81;
- Google Академія - hi-17;

## Видавнича система
Журнал "Наука та прогрес транспорту" використовує Open Journal Systems 2.4.4.1 - програмний пакет із відкритим вихідним кодом, який обслуговує процеси менеджменту та публікації журналу. Пакет розробляється, підтримується та вільно розповсюджується Public Knowledge Project на умовах ліцензії GNU General Public License.

## Рубрики журналу
Постійні рубрики журналу:

- Автоматизовані та телематичні системи на транспорті

- Екологія та промислова безпека

- Економіка та управління

- Експлуатація та ремонт засобів транспорту

- Електричний транспорт, енергетичні системи та комплекси

- Залізнична колія та автомобільні дороги

- Інформаційно-комунікаційні технології та математичне моделювання

- Матеріалознавство

- Машинобудування

- Рухомий склад і тяга поїздів

- Транспортне будівництво

## Адреса журналу
49010, Україна, Дніпро, вул. Академіка Лазаряна, 2, кім. 267.